# Got it!!
«Got it!» es el primer sencillo en solitario de la cantante japonesa de I've Sound, Rin Asami, que también es a su vez, miembro de la unidad, Larval stage planning. Este sencillo contiene tres canciones. La primera de ellas es la canción original del disco, una canción que fue utilizada como tema de apertura de una novela visual, titulada "Natsuiro Asagao Residence", un juego desarrollado por la conocida compañía de software "130cm".
Esta canción fue compuesta por Kazuya Takase, líder de I've Sound, y uno de los creadores de sonido más relevantes de la banda. Las letras, fueron escritas por la cantante, Mami Kawada, que ya había escrito con anterioridad una canción para ella.
La segunda canción de este sencillo es la versión en inglés del tema antes citado, con la única variación de que la encargada de escribir la letra en inglés, fue Nami Maisaki, que también es miembro de Larval stage planning.
La tercera canción del sencillo, es una versión instrumental de la misma canción.
Este sencillo fue publicado el 29 de diciembre del año 2011, con motivo de la edición número 81 del Comiket de invierno, es decir, la feria del cómic que se celebra anualmente en Tokio, la capital japonesa. La publicación del mismo se hizo conjuntamente con la de "Toki no Tsubasa", sencillo de Kaori Utatsuki, también miembro de I've Sound.

## Canciones
1. Got it!!
Letra: Mami Kawada
Composición y arreglos: Kazuya Takase
2. Got it!! (English version)
Letra: Nami Maisaki
Composición y arreglos: Kazuya Takase
3. Got it!! (Instrumental)
Composición y arreglos: Kazuya Takase